# 深圳地铁中车浦镇A型电动列车

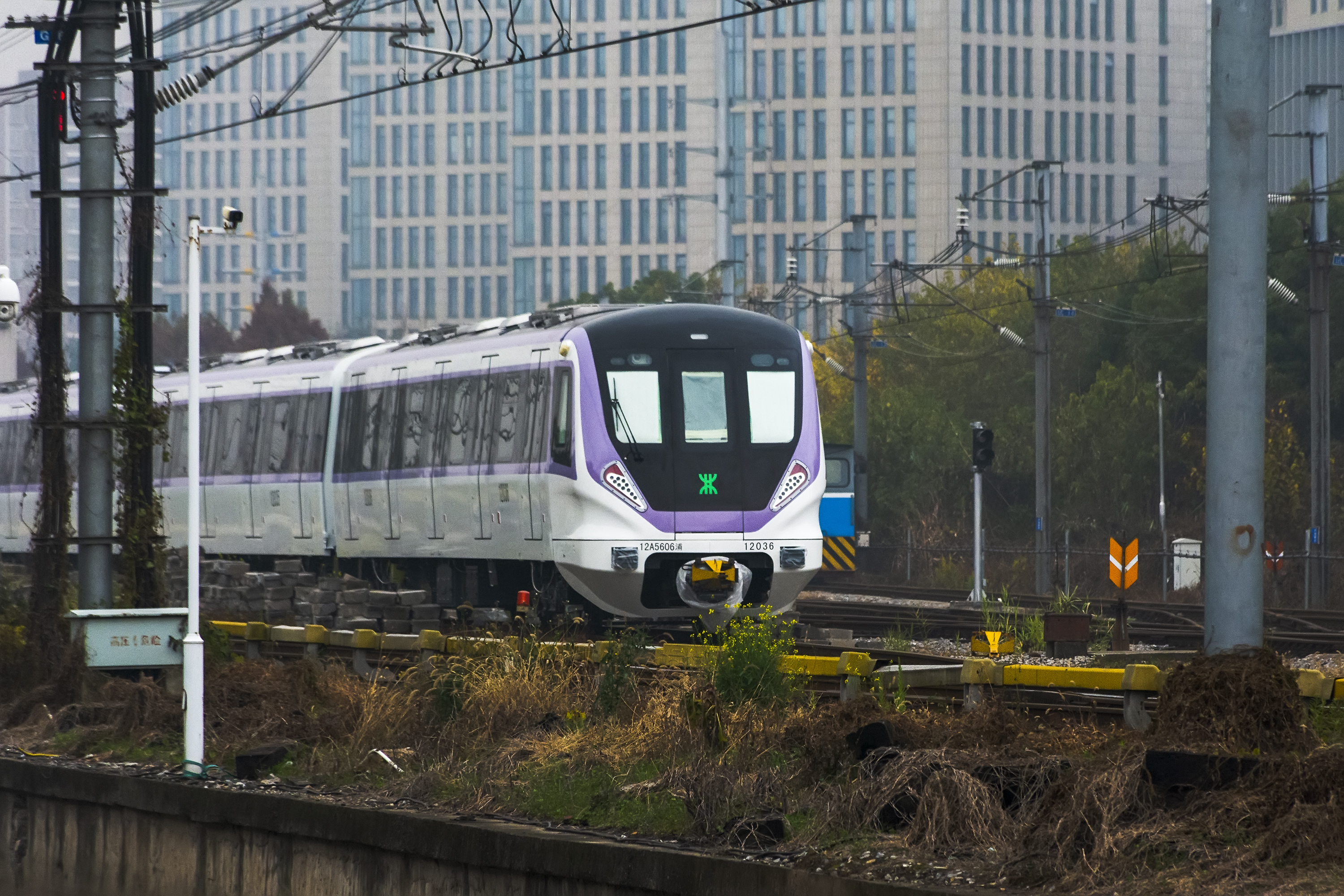
12號線列車版本

深圳地铁中车浦镇A型电动列车，是深圳地铁的一款载客列车，於深圳地鐵6號線與12號線行走。該型號列車於2020年8月18日在6號線上線營運。